# Illiberis translucida
Illiberis translucida es una especie de mariposa de la familia Zygaenidae.
Fue descrita científicamente por Poujade en 1885.